# Rhododendron rushforthii
Rhododendron rushforthii là một loài thực vật có hoa trong họ Thạch nam. Loài này được Argent & D.F. Chamb. miêu tả khoa học đầu tiên năm 1996.